# Allegro (vlak)
Allegro byl vysokorychlostní vlak spojující finské Helsinky a ruský Petrohrad. V provozu byl od 12. prosince 2010. Trasu z Hlavního nádraží v Helsinkách na Finské nádraží v Petrohradě, dlouhou 443 kilometrů, překonával v čase 3 hodiny a 36 minut. Vlak ukončil provoz koncem března 2022 v reakci na ruskou vojenskou invazi na Ukrajinu.

## Soupravy
Službu zajišťovaly čtyři soupravy Sm6 firmy Alstom po sedmi vozech, jaké jezdí na finských rychlostních tratích, ovšem upravené pro provoz na dvou odlišných železničních sítích. Napájecí soustava je ve Finsku 25 kV AC, v Rusku 3 kV DC a odlišné jsou i řídící a zabezpečovací systémy. Rozsáhlé úpravy způsobily mnoho technických problémů a vynutily si dlouhý zkušební provoz. Nejvyšší rychlost musela být z plánovaných 250 snížena na 220 km/h. Soupravy, vyrobené v Itálii a ve Finsku, patří společné finsko-ruské společnosti a řídili je strojvedoucí příslušné železniční společnosti.